# Розві (держава)
Розві  — африканська держава, що утворилося на початку внаслідок послаблення держави Мономотапа в середині XVII століття. З підкоренням держави Бутуа в 1683 році перетворилося на потужну імперію. Тривалий час успішно протистояла зазіханням Португалії. 1889 року зазнала розпаду внаслідок вторгнення племен матабеле.

## Історія
З кінця XV ст. в Мономотапі починається боротьба за трон. Після поразки Чангаміре 1494 року його син Домбо I став напівнезалежним правителем в південносхідних землях. Тривалий час загони нащадків Домбо I здійснювали грабіжницькі напади на Мономотапу. Звідси походить їх назва розві (з мови шона — «руйнівники» або «грабіжники»).
Втім, лише близько 1660 року Домбо II здобув повну незалежність. З 1670-х років починається втручання в справи Мономотапи. 1684 року війська Розві завдали поразки коаліції Мономотапи і Португалії, забезпечивши владу над значною частиною Зімбабвійського плато (португальці зберігли політичний вплив лише в східній частині). Невдовзі було підкорено держава Бутуа.
Домбо II заснував столицю Данангомбе. Його спадкоємець Камбгун Домбо розширив територію на захід до пустелі Калахарі, на півдні зайняв середню частину долини Лімпопо.
До 1750-х років Розві намагалося повністю підкорити Мономотапу, але стикнулася з протистоянням португальців. Наприкінці XVIII ст. володарі Розві стикнулися з повстанням залежних племен, насамперед Маньїки. Напочатку XIX ст. починається боротьба з нападами племен бамангвато.
Великі посухи в 1795—1800 та 1824—1829 роках сприяли погіршенню політичної стабільності, до чого додалася боротьба за трон між представниками правлячої династії. Водночас починає зменшуватися попит на золото, що завдало фінансового удару по економіці.
З 1840-х років Розві стикнулося з хвилями міграції народу матабеле на чолі із вождями Мпанга, Нгвана, Масеко і Цвангендаба, які війська Чангаміре з кожним разом з великими труднощами відбивали. Втім 1831 року не вдалося відбити напад Ньямазанани, «королеви» народу свазі, яка завдала поразки Чірісамгуру, що загинув. В результаті південна частина Розві була захоплена. В центрі та на півночі зберіг владу Тхвечіпі, що до 1868 року боровся проти матабеле на чолі із Мзіліказі, після поразки від якого визнав зверхність матабеле. 1889 року Розві остаточно було знищено.

## Територія
Охплював більшу частину сучасного Зімбабве, захід Ботсвани і північ ПАР.

## Устрій
Являла абсолютну монархію з теократичним нахилом. Уся політична, військова, релігійна і судова влада належала правителю, який мав титул чангаміре (за ім'ям засновника династії). Йому також належали виключні права на поділ землі.
Чангаміре спирався на Вищу раду, куди входили його головні дружини з найпотужніших кланів, спадкоємець трону, тумбаре (регент), шамани, військові командири, васальні вожді.
Територія була поділена на села, об'єднання селищ та провінції. Відповідно до цієї системи відбувався збір данини спеціальними митниками та вояками.

## Військо
Були справними вояками та відомим стратегами. Вважається, що саме Розві винайшли бойову тактику відому як «бичачий ріг» (витягнута з боків дуга), яку згодом вдосконалив вождь зулусів Шака. Основу озброєння складали списи і луки, згодом трохи додалися пістолети та рушниці, але вони не відігравали головної ролі. В якості захисту використовували великі щити.

## Економіка
Основу спочатку становили землеробство (вирощували переважно сорго і просо) і тваринництво (розводили велику і малу рогату худобу). Завдяки контактам з європейцями стали вирощувати кукурудзу, рис, ямс, фрукти та овочі (інжир, ананаси, гуаяву, папаю, апельсини, лимони, дині, батат, тощо), розвивається птахівництва й свинарство. В значній мірі зберігалося мисливство. Добування корисних копалень було також важливою галуззю.
Розвинена була внутрішня та зовнішня торгівля. Здійснював натуральний обмін. Від іноземних торговців (переважно арабів, суахілі й португальців) вони отримували вогнепальну зброю, сіль, намистини та морські мушлі, іспанська і китайська порцеляна, рейнський керамічний посуд; натомість з Розві вивозили слонову кістку, мідь та золото.

## Культура
Відбувається відродження кам'яного будівництва часів держави Зімбабве. В часи розквіту зводяться величні міста на всьому південному заході. Поліхромна кераміка також була знаковою для її культури.